# Plectromerus bidentatus
Plectromerus bidentatus là một loài bọ cánh cứng trong họ Cerambycidae.